# Cetonana shaanxiensis
Espèce
Cetonana shaanxiensis est une espèce d'araignées aranéomorphes de la famille des Trachelidae.

## Distribution
Cette espèce est endémique du Shaanxi en Chine,. Elle se rencontre dans le xian de Mei vers 1 457 m d'altitude.

## Description
Les femelles mesurent de 6,79 à 7,11 mm.

## Étymologie
Son nom d'espèce, composé de shaanxi et du suffixe latin -ensis, « qui vit dans, qui habite », lui a été donné en référence au lieu de sa découverte, le Shaanxi.

## Publication originale
- Jin, Yin & Zhang, 2017 : Description of Paraceto gen. n. and a relimitation of the genus Cetonana (Araneae: Trachelidae). Zootaxa, no 4320(2), p. 225-244.